# The Suite Life of Zack & Cody
The Suite Life of Zack & Cody (titulada Hotel, dulce hotel: Las aventuras de Zack y Cody en España y Zack y Cody: Gemelos en acción en Hispanoamérica) es una serie de televisión creada por Danny Kallis y Jim Geoghan. La serie se estrenó por primera vez en Disney Channel el 18 de marzo de 2005, con 4 millones de espectadores, convirtiéndose en el estreno más exitoso para Disney Channel en 2005. Fue uno de sus primeros cinco shows disponibles en la iTunes Store. La serie fue nominada para un premio Emmy tres veces y fue nominada para un Nickelodeon Kids' Choice Awards tres veces.
La serie se encuentra en el hotel Tipton en Boston y se centra en Zack Martin y Cody Martin (Dylan y Cole Sprouse), gemelos problemáticos que viven en el Hotel Tipton. Otros personajes principales de la serie incluyen a la legendaria heredera London Tipton (Brenda Song), la chica del mostrador de dulces del hotel, Maddie Fitzpatrick (Ashley Tisdale), el gerente Marion Moseby (Phill Lewis) y la que es madre soltera de los niños y también la cantante lounge del hotel, Carey Martin (Kim Rhodes).
En Hispanoamérica se estrenó el 10 de octubre de 2005 y en España el 12 de septiembre de 2005
Zack y Cody generó una serie de secuela, protagonizada también por los gemelos Sprouse en sus respectivos papeles como Zack y Cody, titulada The Suite Life on Deck, que se emitió en el Disney Channel de 2008 a 2011. Una película de televisión basada en ambas series, The Suite Life Movie, fue estrenada en Disney Channel el 25 de marzo de 2011.

## Sinopsis
El programa se centra en Zack y Cody Martin, hermanos gemelos que viven en el Hotel Tipton (parodia del Hotel Hilton) en Boston, donde su madre, Carey, canta y actúa en el salón del hotel. Sin embargo, también se centra en la hija del dueño del hotel, London Tipton (una parodia de Paris Hilton), quien es muy rica y tonta, la chica que vende dulces en el hotel, Maddie Fitzpatrick, y el Sr. Moseby, el gerente estricto y serio, que a menudo es el frustrante de los planes de Zack y Cody. El programa a menudo se desarrolla en el Hotel Tipton, pero tiene otros escenarios a lugares ajenos como la escuela de Zack y Cody, la Secundaria Cheevers, y la escuela católica privada de Maddie y London, Nuestra Señora del Dolor Perpetuo. Zack y Cody a menudo se meten en problemas (a veces involuntariamente) y situaciones fuera de control, y luego se les ocurren ideas ingeniosas para salir de eso lo antes posible.

## Elenco y personajes

### Principales
- Dylan Sprouse como Zack Martin, el gemelo egoísta, impulsivo, travieso, extrovertido, hiperactivo, problemático, glotón e inmaduro, que generalmente se viste con ropa de skater y camuflaje holgado, es un estudiante que solo saca D. Es diez minutos mayor que su hermano, hecho que saca a su favor para que Cody haga algún tipo de trabajo que él no desee hacer. Él está muy enamorado de Maddie. Sprouse repite su papel en el spin-off y la película.
- Cole Sprouse como Cody Martin, el gemelo tranquilo, maduro e inteligente, es un estudiante que solo saca A. Es diez minutos menor que su hermano. A Janice y Jessica parece gustarles más Cody (debido a su naturaleza sensible). Cody tiene una novia intermitente llamada Barbara. Cody es el gemelo más gentil en comparación con su hermano y, de alguna manera, siempre se lo convence para que siga los esquemas de Zack. A veces se ve atrapado en medio de algunos de los planes ("De Mentes") de Zack y, a veces, puede resultar herido. Sprouse repite su papel en el spin-off y la película
- Brenda Song como London Tipton, la hija única de Wilfred Tipton, el dueño de las cadenas de Hoteles Tipton. Es una joven rica y tonta que posee su propia suite privada en el hotel de Boston, que ama la moda y ama usar ropa de diseñador. Debido a la ausencia de su padre por sus negocios, suele hablar con el Señor Mosby y con Maddie sobre sus problemas, a los que llega a considerar como su familia. Tiene su propio programa web llamado Viva Yo!, tanto en la ficción como en la vida real. London es una adicta a las compras que compra para llenar el vacío de falta de atención de su padre. Song repite su papel en el spin-off y la película.
- Ashley Tisdale como Madeline "Maddie" Fitzpatrick, una joven trabajadora, franca e inteligente proveniente de una familia de clase baja, que trabaja en el mostrador de dulces en el Hotel Tipton, también ha trabajo como cajera, niñera de los gemelos Martin, gerente de guardería, consejera de campamento, etc. Es la mejor amiga de London, aunque London no la trata de la mejor manera en ciertas ocasiones, le tiene mucho aprecio. Tisdale apareció menos en la tercera temporada debido a las grabaciones de High School Musical 2, mencionando en la serie que su personaje estaba en la Antártida. Tisdale tuvo una aparición especial en el spin-off de la serie.
- Phill Lewis como Marion Moseby, el severo y tenso gerente del Hotel Tipton, quien habla con un amplio vocabulario, y a menudo se molesta por las travesuras de Zack y Cody. Aunque actúa como si no le importaran los niños, en realidad siente mucho cariño por ellos. Moseby tomó la figura paterna de London, al su padre estar muy ocupado, preocupándose por ella y considerándola como su hija. Lewis repitió su papel de Moseby en el spin-off y la película de la serie, además tuvo una aparición especial en la serie Jessie, siendo ahora el gerente del Hotel Tipton en Nueva York.
- Kim Rhodes como Carey Martin, la madre soltera y trabajadora de Zack y Cody, es la cantante del salón del Hotel Tipton. Ella y sus hijos viajaron a varias ciudades antes de llegar al hotel. Estaba casada con Kurt Martin, pero se divorciaron después de que los gemelos nacieron por razones no declaradas. Cuando Zack y Cody tienen una discusión, ella les cuenta historias sobre sus exnovios, para su consternación. Rhodes apareció en varios episodios del spin-off de la serie como estrella invitada.

### Secundarios
- Adrian R'Mante como Esteban Ramírez, es el jefe de botones del Hotel Tipton, de ascendencia latina. R'Mante repite su papel en el spin-off de la serie, en donde Esteban se casa en el SS Tipton con Francesca (Marisa Ramírez).
- Brian Stepanek como Arwin Hawkhauser, es un loco inventor griego-estadounidense que trabaja como ingeniero estacionario para el Tipton. Está enamorado de Carey. Stepanek repite su papel en el spin-off de la serie, apareciendo en varias ocasiones.
- Estelle Harris como Muriel (temporada 1, invitada temporada 3), una de las mucamas del Hotel Tipton, que oculta su naturaleza agradable bajo una capa de sarcasmo ácido y pasa más tiempo escabullirse en las siestas y robar a los huéspedes. Ashley Tisdale interpretó a una joven Muriel el episodio "It's a Mad, Mad, Mad Hotel".
- Alyson Stoner como Max (temporadas 1-2), una amiga de Zack y Cody, que a menudo la confunden con un niño, debido a su vestimenta. Llegó a enamorarse de Zack.
- Charlie Stewart como Bob (temporadas 1-3), un amigo de Zack y Cody. Stewart retoma su papel en el spin-off de la serie, apareciendo en un episodio, en donde revela que sale con Bárbara.
- Aaron Musicant como Lance Fishman (temporadas 1-3), el joven y soberbio socorrista del Hotel Tipton, aunque algo ingenioso, proyecta un comportamiento relajado y tranquilo, pero alberga una obsesión poco saludable con el agua. Llegó a salir con Maddie y con London.
- Sophie Oda como Bárbara Brownstein (temporadas 1-3), una niña judío japonesa y novia de Cody. Oda retoma su papel en el spin-off de la serie, apareciendo en un episodio, en donde revela que sale con Bob.
- Patrick Bristow como Patrick (temporadas 1-3), el sarcástico mayordomo del restaurante del Hotel Tipton.
- Robert Torti como Kurt Martin (temporadas 1-3), el divertido padre de Zack y Cody, exesposo de Carrie y líder de una banda de rock. Torti retoma su papel en el spin-off de la serie apareciendo en dos episodios.
- Caroline Rhea como Ilsa Schikelgrubermeiger (temporadas 1-2), es la malhumorada y grosera inspectora de hoteles. Es alemana y se vuelve la gerente del St. Mark Hotel.
- Anthony Acker	como Norman (temporadas 1-3), el portero del Hotel Tipton.
- Sharon Jordan como Irene (temporadas 1-3), una auxiliar de servicios del Hotel Tipton.
- Camilla y Rebecca Rosso como Jessica y Janice Elis (temporada 2, invitadas temporada 3), un par de jóvenes modelos inglesas amigas de Zack y Cody. Las mellizas Rosso retoman sus papeles en un episodio del spin-off de la serie.
- Monique Coleman como Mary-Margaret (temporadas 2-3), una amiga y compañera de clase de Maddie y London.
- Brittany Curran como Chelsea (temporadas 2-3), es una joven superficial y amiga de London. Curran retoma su papel en un episodio del spin-off de la serie.
- Alexa Nikolas como Tiffany (temporadas 2-3), una amiga de London.
- Vanessa Hudgens como Corrie (temporada 2), una compañera de clases de Maddie y London.
- Kaycee Stroh como Leslie (temporada 2), una compañera de clases de Maddie y London.
- Marianne Muellerleile como la hermana Dominick (temporadas 2-3), la estricta profesora de Maddie y London.
- Allie Grant como Irma (Agnes versión original; temporadas 2-3), una compañera de clases de los gemelos Martin, la cual está enamorada de los dos.
- Giovonnie Samuels como Nia Moseby (temporada 3), es la sobrina del Sr. Moseby. Ella tiene un trabajo de medio tiempo en el mostrador de dulces, reemplazando a Maddie durante su ausencia. Ella ha venido a trabajar al Tipton para que el Sr. Moseby pueda hacer que se comporte como una niña responsable.
- Kara Taitz como Millicent (temporada 3), una joven indecisa y nerviosa. Es el reemplazo de Maddie en el mostrador de dulces.
- Jareb Dauplaise como Wayne Wormser (temporada 3), el subgerente de un minisupermercado que está enamorado de London.

### Invitados
- Victoria Justice como Rebeca (temporada 1).
- Jesse McCartney como él mismo (temporada 1).
- Moises Arias como Randall (temporada 2).
- Cheryl Burke como Shannon (temporada 2).
- Miley Cyrus como Hannah Montana (temporada 2).
- Zac Efron como Trevor (temporada 2).
- Selena Gomez como Gwen (temporada 2).
- Kathryn Joosten como Marilyn (temporada 2).
- Nathan Kress como Jaime (temporada 2).
- Daryl Mitchell como Daryl (temporada 2).
- Tahj Mowry como Brandon (temporada 2).
- Tom Poston como Merle (temporada 2).
- Raven-Symoné como Raven Baxter (temporada 2).
- Mindy Sterling como la hermana Rose (temporada 2).
- The Veronicas como ellas mismas (temporada 2).
- The Cheetah Girls como ellas mismas (temporada 3).
- Chris Brown como él mismo (temporada 3).
- Michael Clarke Duncan como entrenador Little (temporada 3).
- Daniella Monet como Dana (temporada 3).
- Tony Hawk como él mismo (temporada 3).
- Mark Indelicato como Antonio (temporada 3).
- Meaghan Jette Martin como Stacey (temporada 3).
- Kathy Najimy como la directora Milletidge (temporada 3).
- Kay Panabaker como Amber (temporada 3).
- Mary Scheer como la Sra. Bird (temporada 3).
- Drew Seeley como Geoffrey (temporada 3).
- Justin Baldoni como Diego (temporada 3).
- Jaden Smith como Travis (temporada 3).

## Episodios
| Temporada | Temporada | Episodios | Episodios | Emisión original     | Emisión original        |
| Temporada | Temporada | Episodios | Episodios | Primera emisión      | Última emisión          |
| --------- | --------- | --------- | --------- | -------------------- | ----------------------- |
|           | 1         | 26        | 26        | 18 de marzo de 2005  | 27 de enero de 2006     |
|           | 2         | 39        | 39        | 3 de febrero de 2006 | 2 de junio de 2007      |
|           | 3         | 22        | 22        | 23 de junio de 2007  | 1 de septiembre de 2008 |

### Especial de televisión
| Especial N° | Temporada N° | Episodio N° | Título                        | Estreno en Estados Unidos |
| ----------- | ------------ | ----------- | ----------------------------- | ------------------------- |
| 1           | 2            | 62/63       | The Suite Life Goes Hollywood | 20 de abril de 2007       |

## Secuela y película
The Suite Life on Deck es una secuela de The Suite Life de Zack & Cody, que debutó en Disney Channel el 26 de septiembre de 2008, en un crucero con Zack, Cody y London asistiendo a un programa semestral en el mar. El Sr. Moseby administra el barco. Debby Ryan se une al elenco como Bailey Pickett, que se convierte en amiga de Zack y Cody (y la novia de Cody), y amiga de London y su respectiva compañera de cuarto. La serie también presenta a Doc Shaw como Marcus Little, una ex superestrella que perdió su fama después de que su voz cambió. Mientras que un intento de spin-off, Arwin!, que fue a la estrella Selena Gomez y Brian Stepanek, no fue recogido por Disney Channel, The Suite Life on Deck omitió el proceso piloto y fue directamente a la serie.
El 20 de septiembre de 2010, Disney Channel anunció que la producción ha comenzado para una película original de Disney Channel basada en The Suite Life de Zack & Cody y The Suite Life on Deck.
La película Suite Life se estrenó en Disney Channel en Estados Unidos y Canadá el 25 de marzo de 2011. The Suite Life on Deck finalizó el 6 de mayo de 2011.

## Tema y secuencia de apertura
La canción del tema del programa, "Here I Am", fue escrita por John Adair y Steve Hampton (quien también escribió el tema de la serie "The Suite Life on Deck", así como para su serie de Disney Channel Phil of the Future, Wizards of the Future Waverly Place, Good Luck Charlie, Shake It Up, Sonny con una oportunidad, Jonas, Random !, ANT Farm, PrankStars y Austin & Ally y la serie ABC Kids Power Rangers: RPM), con música compuesta por Gary Scott También compuso las señales de la música para señalar los cambios de la escena y las roturas de la promoción, que se llaman semejante al tema), y se realiza por Loren Ellis y la venda de Drew Davis (que también realizó el tema a Phil del futuro, y cuyo funcionamiento es uncredited). El tema fue remezclado para los créditos finales de "Rock Star in the House" en una forma similar a "Beautiful Soul" para acompañar la aparición del episodio de Jesse McCartney.
La secuencia de apertura del programa comienza con una foto de la planta baja del hotel Tipton, que luego se acerca a una ventana de lo que se supone que es el piso 23 del hotel (donde está la suite de Zack, Cody y Carey), que entonces Muestra los clips de varios episodios (que se actualizaron para cada temporada), con cinco clips con cada miembro del reparto que se muestra después de que el exterior del hotel informatizado Tipton dispara de ventana a ventana. La secuencia se cierra con el logotipo del título del espectáculo (una placa de la puerta con las palabras "The Suite Life" con un pedazo de papel con las palabras "de Zack y Cody", hecho parecer como dibujado por crayones de diferente color, adjunto a él), Que fue acompañado por el logotipo de Disney encima del logotipo del título para la tercera estación (todas las comedias de Disney Channel hechas a partir de 2007 presentan el logotipo de Disney sobre el logotipo del título). A partir de la segunda temporada, los miembros del reparto y los nombres de los creadores se mostraron con un resplandor amarillo alrededor del texto.

## Doblaje
| Personaje                     | Actor original (Estados Unidos) | Actor de doblaje (Hispanoamérica)       | Actor de doblaje (España) |
| ----------------------------- | ------------------------------- | --------------------------------------- | ------------------------- |
| Cody Martin                   | Cole Sprouse                    | Memo Aponte Jr.                         | Miguel Rius               |
| Zachary "Zack" Martin         | Dylan Sprouse                   | Manuel Díaz                             | Carlos Bautista           |
| London Tipton                 | Brenda Song                     | Xóchitl Ugarte (1.ª temp.)              | Cristina Yuste            |
| London Tipton                 | Brenda Song                     | Gaby Ugarte (resto)                     | Cristina Yuste            |
| Madeline "Maddie" Fitzpatrick | Ashley Tisdale                  | Georgina Sánchez                        | Olga Velasco              |
| Marion Moseby                 | Phill Lewis                     | Raul Anaya                              | Juan Amador Pulido        |
| Carey Martin                  | Kim Rhodes                      | Diana Pérez                             | Ana Jiménez               |
| Esteban Ramírez               | Adrian R'Mante                  | Luis Daniel Ramírez                     | Iván Muelas               |
| Arwin Hawkhauser              | Brian Stepanek                  | Jesse Conde                             | Juan Antonio Arroyo       |
| Muriel                        | Estelle Harris                  | Ángela Villanueva                       | Pilar Gentil              |
| Max                           | Alyson Stoner                   | Jessica Ángeles                         | —                         |
| Barbara Brownstein            | Sophie Oda                      | Mafer Aponte                            | Beatriz Berciano          |
| Ilsa Shickelgrubermeiger      | Caroline Rhea                   | Cristina Camargo                        | —                         |
| Patrick                       | Patrick Bristow                 | César Soto                              | —                         |
| Kurt Martin                   | Robert Torti                    | Roberto Mendiola                        | —                         |
| Sra. Bird                     | Mary Scheer                     | Elena Ramírez                           | —                         |
| Brick                         | Adam Cagley                     | Javier Olguín                           | —                         |
| Chelsea                       | Brittany Curran                 | Romina Marroquín Payró                  | —                         |
| Tiffany                       | Alexa Nikolas                   | Claudia Motta                           | —                         |
| Nia Moseby                    | Giovonnie Samuels               | Jessica Ángeles Mafer Aponte (un cap.)  | —                         |
| Irene                         | Sharon Jordan                   | Lisette Pimentel                        | Pilar Santigosa           |
| Wayne Wormser                 | Jareb Dauplaise                 | Carlos Hernández                        | —                         |
| Lance Fishman                 | Aaron Musicant                  | José Gilberto Vilchis                   | —                         |
| Mary-Margaret                 | Monique Coleman                 | Liliana Barba                           | —                         |
| Corrie                        | Vanessa Hudgens                 | Claudia Motta                           | —                         |
| Hermana Dominick              | Marianne Muellerleile           | Liza Willert                            | Luz Olier                 |
| Jessica y Janice Elis         | Camilla y Rebecca Rosso         | Alondra Hidalgo Mariana Ortiz (un cap.) | —                         |
| Irma                          | Allie Grant                     | Karla Falcón                            | —                         |
| Stacie (un cap.)              | Meaghan Jette Martin            | Alondra Hidalgo                         | —                         |
| Gwen (un cap.)                | Selena Gomez                    | Alondra Hidalgo                         | Blanca Hualde             |
| Dana Wolh (un cap.)           | Daniella Monet                  | Samantha Domínguez                      | —                         |
| Rebecca                       | Victoria Justice                | Gaby Ugarte                             | Laura Pastor              |
| Raven Baxter*                 | Raven-Symoné                    | Leyla Rangel                            | Pilar Martín              |
| Hannah Montana/Miley Stewart* | Miley Cyrus                     | Samantha Domínguez                      | Ana Esther Alborg         |
| Insertos                      | N/A                             | Francisco Colmenero                     | —                         |
| Guardia de seguridad          | Richard F. Whiten               |                                         | —                         |

### Créditos Técnicos (España)
- Estudio de doblaje: ABAIRA Madrid
- Director de doblaje: Pilar Santigosa
- Traductor: Óscar López
- Ajustador: Pilar Santigosa
- Doblaje al español producido por: Disney Character Voices International Inc.

### Créditos Técnicos (Latinoamérica)
- Estudio de doblaje: Acrisound México (1.ª temporada), Diseño en Audio (DNA) (resto), México, D. F.
- Director de doblaje: Francisco Colmenero
- Traductor Adaptador: Katya Ojeda
- Dirección Musical: Jack Jackson
- Letrista: María Eugenia Toussaint
- Director Creativo: Raúl Aldana
- Doblaje al español producido por: Disney Character Voices International Inc.

## Premios y nominaciones
| Año  | Premiación                   | Categoría                                                                      | Nominado                                  | Resultado | Ref           |
| ---- | ---------------------------- | ------------------------------------------------------------------------------ | ----------------------------------------- | --------- | ------------- |
| 2006 | Young Hollywood Awards       | Super Estrella del Mañana                                                      | Brenda Song                               | Ganadora  | [ 3 ]         |
| 2006 | Young Hollywood Awards       | Premio Rol de Modelo                                                           | Brenda Song                               | Ganadora  | [ 3 ]         |
| 2006 | Asian Excellence Awards      | Premio Estrella Nueva                                                          | Brenda Song                               | Nominada  | [ 4 ]         |
| 2006 | Young Artist Awards          | Mejor Actuación en Una Serie de TV (Comedia o Drama) - Actor Joven Protagónico | Cole & Dylan Sprouse                      | Nominados | [ 5 ]         |
| 2006 | Primetime Emmy Awards        | Mejor Coreografía                                                              | Travis Payne (Episodio Commercial Breaks) | Nominada  | [ 6 ]         |
| 2007 | Kids Choice Awards           | Programa de TV Favorito                                                        | The Suite Life of Zack & Cody             | Nominados | [ 7 ] [ 8 ]   |
| 2007 | Kids Choice Awards           | Actor de TV Favorito                                                           | Cole Sprouse                              | Nominados | [ 7 ] [ 8 ]   |
| 2007 | Young Artist Awards          | Mejor Actuación en Una Serie de TV (Comedia o Drama) - Actor Joven Protagónico | Cole Sprouse                              | Nominado  | [ 9 ]         |
| 2007 | Young Artist Awards          | Mejor Actuación en Una Serie de TV (Comedia o Drama) - Actor Joven Protagónico | Dylan Sprouse                             | Nominado  | [ 9 ]         |
| 2007 | Young Artist Awards          | Mejor Actuación en Una Serie de TV (Comedia o Drama) - Actriz Joven Invitada   | Alyson Stoner                             | Nominada  | [ 9 ]         |
| 2007 | Young Artist Awards          | Mejor Actuación en Una Serie de TV (Comedia o Drama) - Actriz Joven Invitada   | Sammi Hanratty                            | Nominada  | [ 9 ]         |
| 2007 | Young Artist Awards          | Mejor Actuación en Una Serie de TV (Comedia o Drama) - Actriz Joven Invitada   | Monet Monico                              | Ganadora  | [ 9 ]         |
| 2007 | Young Artist Awards          | Mejor Actuación en Una Serie de TV (Comedia o Drama) - Actor Joven Recurrente  | Charley Stewart                           | Nominado  | [ 9 ]         |
| 2007 | Young Artist Awards          | Mejor Actuación en Una Serie de TV (Comedia o Drama) - Actriz Joven Recurrente | Sophie Oda                                | Nominada  | [ 9 ]         |
| 2007 | Young Artist Awards          | Mejor serie de televisión Familiar (Comedia)                                   | The Suite Life of Zack & Cody             | Ganadores | [ 9 ]         |
| 2007 | Primetime Emmy Awards        | Mejor Programa Infantil/Juvenil                                                | The Suite Life of Zack & Cody             | Nominados | [ 10 ]        |
| 2008 | Kids Choice Awards           | Programa de TV Favorito                                                        | The Suite Life of Zack & Cody             | Nominados | [ 11 ] [ 12 ] |
| 2008 | Kids Choice Awards           | Actor de TV Favorito                                                           | Cole Sprouse                              | Nominado  | [ 11 ] [ 12 ] |
| 2008 | Kids Choice Awards           | Actor de TV Favorito                                                           | Dylan Sprouse                             | Nominado  | [ 11 ] [ 12 ] |
| 2008 | Kids Choice Awards UK        | Programa Infantil/Juvenil de TV Favorito                                       | The Suite Life of Zack & Cody             | Nominados | [ 13 ] [ 14 ] |
| 2008 | Kids Choice Awards UK        | Estrella de TV Masculina Favorito                                              | Dylan Sprouse                             | Nominado  | [ 13 ] [ 14 ] |
| 2008 | Kids Choice Awards Australia | Estrella de TV Internacional Favorito                                          | Ashley Tisdale                            | Nominada  | [ 15 ] [ 16 ] |
| 2008 | Young Artist Awards          | Mejor Actuación en Una Serie de TV - Actriz Joven Recurrente                   | Sammi Hanratty                            | Nominada  | [ 17 ]        |
| 2008 | Young Artist Awards          | Mejor Actuación en Una Serie de TV - Actriz Joven Recurrente                   | Alyson Stoner                             | Nominada  | [ 17 ]        |
| 2008 | Primetime Emmy Awards        | Mejor Programa Infantil/Juvenil                                                | The Suite Life of Zack & Cody             | Nominados | [ 18 ]        |
| 2009 | Kids Choice Awards           | Programa de TV Favorito                                                        | The Suite Life of Zack & Cody             | Nominados | [ 19 ] [ 20 ] |
| 2009 | Kids Choice Awards           | Actor de TV Favorito                                                           | Cole Sprouse                              | Nominados | [ 19 ] [ 20 ] |
| 2009 | Kids Choice Awards           | Actor de TV Favorito                                                           | Dylan Sprouse                             | Ganador   | [ 20 ]        |
| 2009 | Young Artist Awards          | Mejor Actuación en Una Serie de TV - Actor Joven Invitado                      | Hunter Gómez                              | Nominado  | [ 21 ]        |
| 2009 | The 10th Annual Crown Awards | Mejor Peinado en Televisión                                                    | Brenda Song                               | Ganadora  | [ 22 ]        |